# Йошева (Босния и Герцеговина)
Йошева (серб. Јошева / Joševa) — село в общине Братунац Республики Сербской Боснии и Герцеговины. В настоящее время село необитаемо.

## Население
По данным на 1991 год, в селе проживал 231 человек, все по национальности бошняки.